# 王忠 (靖安侯)
王忠（1359年—1409年），河南江北等處行中書省德安府孝感縣（今湖北省孝感市境内）人，明朝武官，靖安侯。
靖难之役时，王忠与李遠一同在蔚州投降燕兵。其每次战斗，都率领精良的騎兵為奇兵，并多有斩获。此后累任都督僉事，封靖安侯，祿千石。永乐年间，北征中战败而死，爵位被废除。